# Боботи
Боботи (африк. Bobotie) — южноафриканское блюдо, состоящее из приправленного пряностями мясного фарша, залитого топпингом на основе яиц, и запечённого молока.

## Происхождение названия и рецепта
Боботи, как представляется, является вариантом блюда Patinam ex lacte, задокументированного древнеримским писателем Apicius: слои приготовленного мяса, с кедровыми орехами, приправленное перцем, семенами сельдерея и асафетиды. Их готовили до тех пор, пока ароматы не смешивались, затем добавлялся верхний слой из яйца и молока. Когда последний запекался, блюдо было готово к подаче. К. Луи Лейпольдт, южноафриканский писатель и гурман, писал, что рецепт был известен в Европе в семнадцатом веке.
Происхождение слова «боботи» спорно. Этимологический словарь африкаанс утверждает, что вероятное происхождение — малайское слово boemboe, означающее специи карри. Другие считают, что оно произошло от боботока, индонезийского блюда, которое состояло из совершенно других ингредиентов. Первый рецепт боботи появился в голландской кулинарной книге в 1609 году. Впоследствии он был доставлен в Южную Африку и принят малайской общиной Кейптауна. В его состав также входит порошок карри, который оставляет легкий привкус. Его часто подают с самбалом. Блюдо известно на мысе Доброй Надежды с XVII века, когда его готовили из баранины и свинины.

## Приготовление
Сегодня боботи гораздо чаще делают из говядины или баранины, хотя также можно использовать свинину. Ранние рецепты включали имбирь, майоран и цедру лимона; введение порошка карри упростило рецепт, но основная концепция остается той же. Некоторые рецепты также требуют добавления в смесь нарезанного лука и миндаля. Традиционно боботи включает в себя сухофрукты, такие как изюм или кишмиш. Его часто украшают лавровым листом, грецкими орехами, чатни и бананами. Хотя это блюдо не является особенно острым, оно включает в себя множество вкусов, которые могут добавить сложности. Например, сухофрукты (обычно абрикосы и изюм / кишмиш) контрастируют со вкусом карри. Текстура блюда также сложная: запеченная яичная смесь дополняет пропитанный молоком хлеб, который добавляет блюду влаги. Боботи обычно подают с «желтым рисом», который представляет собой рис, приготовленный с куркумой.

### Рецепт Лейпольдта
В книге рецептов Лейпольдта, опубликованной в 1933 году, говорится о мелком фарше, панировочных сухарях, молоке, луке и масле, а также соусе карри, приготовленном из специй, сахара, лимонного сока, перца чили и уксуса. Это запекается с начинкой из яйца и молока.

### Рецепт Туллекен
В рецепте 1923 года, разработанном миссис С. ван Х. Туллекен, используются баранина, миндаль, эссенция горького миндаля, лук, масло, хлеб, порошок карри, лимонный сок, яйца и сахар, запеченные с заварным кремом из яиц и молока.

## Bobotie в Африке
Рецепты боботи были принесены южноафриканскими поселенцами в другие части Африки. Сегодня можно найти рецепты, которые возникли в общинах поселенцев-африканеров в Кении, Ботсване, Зимбабве и Замбии. Существует вариант, который был популярен среди 7000 бурских поселенцев, поселившихся в долине реки Чубут в Аргентине в начале 20-го века, в котором смесь боботи упаковывается в большую тыкву, которую затем запекают до готовности.